# Wilson Peak
Wilson Peak är en bergstopp i Antarktis. Den ligger i Västantarktis. Chile gör anspråk på området. Toppen på Wilson Peak är 2 400 meter över havet, eller 664 meter över den omgivande terrängen. Bredden vid basen är 2,5 km.
Terrängen runt Wilson Peak är bergig åt nordost, men åt sydväst är den kuperad. Wilson Peak ligger uppe på en höjd som går i nord-sydlig riktning. Trakten är obefolkad. Det finns inga samhällen i närheten. 